# Église Notre-Dame-de-l'Assomption de Suin
L'église Notre-Dame-de-l'Assomption est une église romane située sur le territoire de la commune de Suin dans le département français de Saône-et-Loire en région Bourgogne-Franche-Comté.

## Historique
Le clocher de l'église fait l'objet d'une inscription au titre des monuments historiques depuis le 11 mai 1932 et l'abside depuis le 13 mars 1950.

## Architecture
L'église possède un beau chevet roman constitué d'une abside semi-circulaire rythmé par des pilastres. L'abside est percée de fenêtres et est recouverte de lauzes.
Elle est surmontée d'un beau clocher roman orné de baies cintrées géminées aux deux étages supérieurs. Les baies géminées de l'avant-dernier étage sont séparées par un pilastre alors que celles du dernier étage sont séparées par une colonne. Les côtés du dernier étage sont délimités par des pilastres cannelés.